# Neogryllopsis skukuzae
Neogryllopsis skukuzae är en insektsart som beskrevs av Otte, D., Toms och Cade 1988. Neogryllopsis skukuzae ingår i släktet Neogryllopsis och familjen syrsor. Inga underarter finns listade i Catalogue of Life.